# Roman Chagba
Roman Otsjanovitsj Chagba (Russisch: Роман Очанович Хагба; 23 juli 1964, Goedaoeta) is een Russisch voetballer van Abchazische komaf. Hij begon zijn carrière in 1984 bij Dinamo Soechoemi. Chagba stopte in 1998 met voetballen.